# Mitchel Fitzsimons
Mitchel Fitzsimons, né le 9 janvier 2003 à Timaru, est un coureur cycliste néo-zélandais.

## Biographie
Mitchel Fitzsimons commence le cyclisme à l'âge de douze ans. 

## Palmarès
- 2020
  - 1re et 4e étapes du Fight for Yellow Tour
  - Gore to Invercargill Race
  - 2e étape du Tour de Southland juniors
  - 2e du championnat de Nouvelle-Zélande du kilomètre juniors
  - 3e du Fight for Yellow Tour
- 2021
  - 4e étape du Fight for Yellow Tour
  - 3e du championnat de Nouvelle-Zélande de l'omnium juniors
- 2022
  - 1re étape de la New Zealand Cycle Classic (contre-la-montre par équipes)
  - 1re étape du Fight for Yellow Tour
  - 2e du Fight for Yellow Tour

## Classements mondiaux
| Année                                 | 2022  |
| ------------------------------------- | ----- |
| Classement mondial                    | 2880e |
| UCI Oceania Tour                      | 136e  |
|                                       |       |
| Légende : nc = non classéSource : UCI |       |